# Niño de Nariokotome

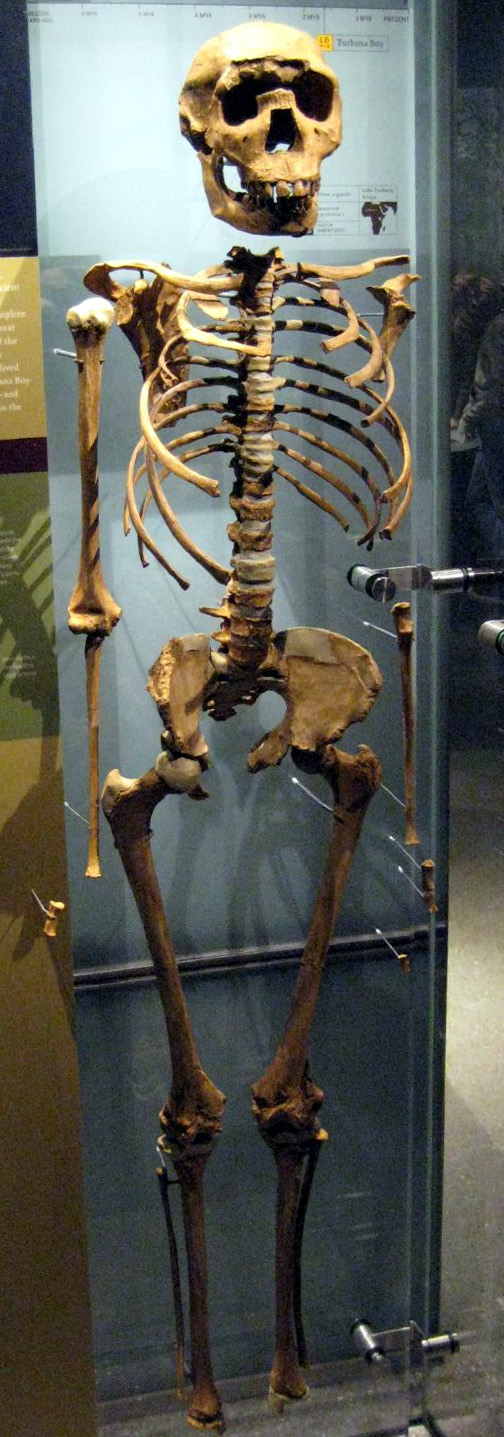
KNM-WT 15000, esqueleto del Niño de Nariokotome, Museo Americano de Historia Natural.

El niño de Nariokotome o niño de Turkana es el apodo del fósil KNM-WT 15000 (cifra de referencia por Kenya National Museum-West Turkana); se trata de un esqueleto casi completo —tan solo faltan manos y pies— correspondiente a un joven homínido que falleció entre los 11 y 12 años de edad, hace aproximadamente 1,6 millones de años (inicios del Pleistoceno). El esqueleto fue descubierto el 23 de agosto de 1984 por el experto buscador Kamoya Kimeu, miembro del equipo de paleoantropólogos que entonces dirigía Richard Leakey.
El hallazgo se produjo en el yacimiento de Nariokotome, próximo al lago Turkana, en Kenia; la forma de la pelvis indicó casi inmediatamente que se trataba de un varón, y el análisis de los huesos, en especial los alargados fémures que aún no se habían osificado completamente, reveló una talla o estatura de 160 cm de altura, con lo que de adulto podría haber alcanzado los 185 cm. No obstante, esta consideración es falsa. Hoy se sabe que Homo ergaster, la especie a la que pertenece el Niño de Turkana, presentaba un desarrollo ontogenético más rápido que el Homo sapiens, por lo que a los 11-12 años de edad habría finalizado su crecimiento, y, por ende, los adultos de esta especie no medirían más de 160 cm de altura. Las costillas son sorprendentemente semejantes a las del hombre moderno, incluso la configuración raquídeo (el ejemplar padecía de una escoliosis muy probablemente debida a un accidente); sin embargo, la capacidad neurocraneal era de tan solo 880 cm³ y en estado adulto probablemente hubiera alcanzado los 910 cm³ (el promedio de la capacidad neurocraneal del ser humano actual es de 1350 cm³).
Se supone que la causa de la muerte del niño de Nariokotome fue una septicemia generalizada a partir de la infección de un molar.[cita requerida]
En cuanto a la clasificación taxonómica y la filogenia, se trataría de un Homo ergaster (esta clasificación está en discusión aún en 2007).[cita requerida]

## Enlaces externos

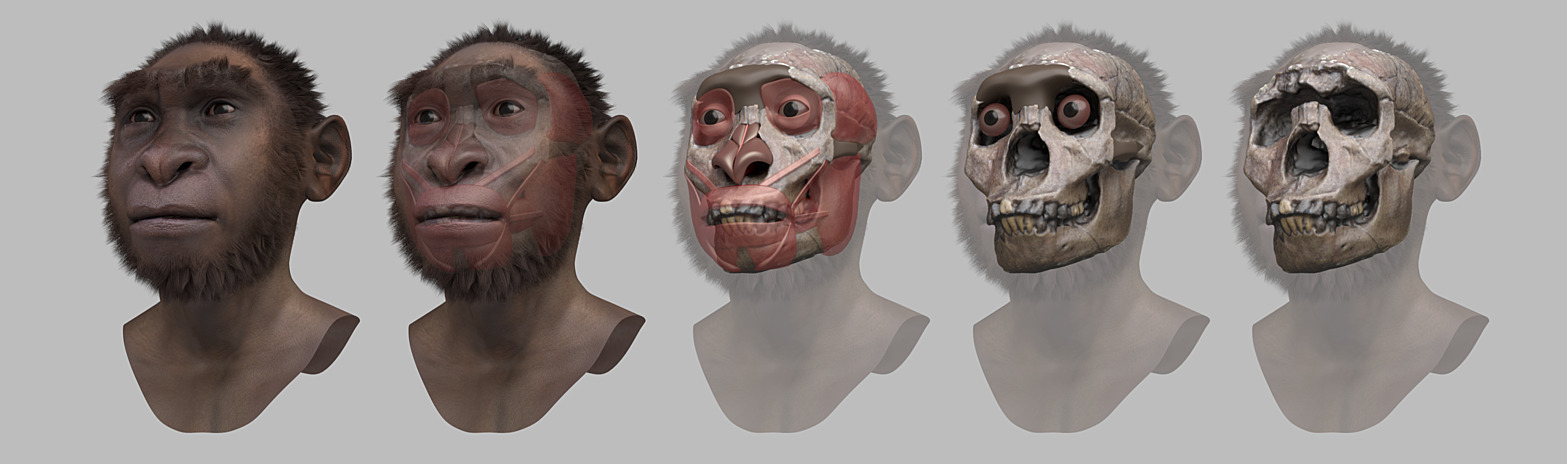
Niño de Nariokotome - etapas de la reconstrucción facial forense

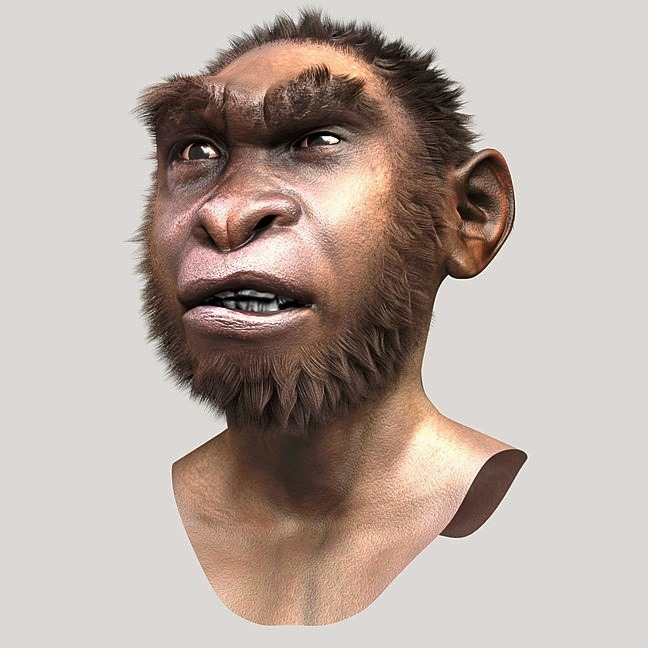
Niño de Nariokotome - reconstrucción facial forense por Cícero Moraes